# Bell 206
Bell 206 — сімейство легких дволопатевих, одно- і дво-двигунних багатоцільових вертольотів, що виготовлялись компанією Bell Helicopter на заводі в Мірабелі (Квебек).

## Історія
Вертоліт вперше піднявся у повітря 10 січня 1966 року. В 1968 р. фірма Bell одержала контракт на серійне виготовлення 2200 вертольотів під позначенням Bell OH-58 Kiowa, що відрізнявся від Bell 206 більшим діаметром гвинта-носія, дрібними змінами у внутрішній компоновці та встановленням військового електронного обладнання.
До кінця 1989 року загальна кількість побудованих компанією «Белл» вертольотів моделі 206 перевищувала 7000 машин.

## Bell 206 в Україні
Станом на 30 вересня 2015 в Україні знаходились такі гелікоптери Bell 206:
| Офіційний код | Модель                        | Заводський № |
| ------------- | ----------------------------- | ------------ |
| UR-MET        | Bell 206L-1 LongRanger II     | 45274        |
| UR-UNI        | Agusta-Bell 206B JetRanger II | 8508         |

## Тактико-технічні характеристики
- Джерело даних Jane's[5].

| ТТХ сімейства 206                                |                                |                                |
|                                                  | 206B-3                         | 206L-4                         |
| Технічні характеристики                          |                                |                                |
| Екіпаж                                           | 2                              | 2                              |
| Пасажировмісність                                | 3                              | 5                              |
| Вантажопідйомність, кг                           | 635/680                        | н/д                            |
| Довжина, м                                       | 11,82                          | 13,02                          |
| Довжина фюзеляжу, м                              | 9,5                            | 9,82                           |
| Діаметр гвинта-носія, м                          | 10,16                          | 11,28                          |
| Діаметр рульового гвинта, м                      | 1,65                           | 1,65                           |
| Висота, м                                        | 2,89                           | 3,14                           |
| Обмітна площа тримального гвинта, м²             | 81,07                          | 99,89                          |
| Ширина по полозах, м                             | 1,95                           | 2,34                           |
| Маса порожнього, кг                              | 772                            | 1047                           |
| Маса максимальна злітна, кг                      | 1451                           | 2018                           |
| Маса максимальна злітна з підвісним вантажем, кг | 1519                           | 2064                           |
| Двигун                                           | 1 × Турбогвинтовий Rolls-Royce | 1 × Турбогвинтовий Rolls-Royce |
| Двигун                                           | 250-C20J                       | 250-C30P                       |
| Потужність, к.с. (кВт)                           | 1× 420 (313)                   | 1× 557 (415)                   |
| Льотні характеристики                            |                                |                                |
| Максимально допустима швидкість, км/год          | 225                            | 241/246                        |
| Максимальна швидкість, км/год                    | 214                            | 204/206                        |
| Практична дальність, км                          | 692/732                        | 600/661                        |
| Тривалість польоту                               | 4 год 30 хв                    | 3 год 42 хв                    |
| Практична стеля, м                               | 4115                           | 3050                           |
| Статична стеля, м                                | 4025/1615                      | 3050/1980                      |
| Швидкопідйомність, м/с                           | 6,5                            | 6,8                            |
| Навантаження на диск, кг/м²                      | 18,7/17,9                      | 20,7                           |
| Тягооснащеність, Вт/кг                           | 156/163                        | 177/181                        |

### Bell 206 у порівнянні з іншими багатоцільовими вертольотами
| Назва       | Діаметр тримального гвинта | Довжина фюзеляжу | Максимальна злітна маса | Потужність | Екіпаж + пасажири | Крейсерська швидкість | Макс. швидкість | Дальність польоту | Практична стеля | Розробник       | Перший політ |
| ----------- | -------------------------- | ---------------- | ----------------------- | ---------- | ----------------- | --------------------- | --------------- | ----------------- | --------------- | --------------- | ------------ |
| Ка-18       | 10,0 м                     | 10,0 м           | 1502 кг                 | 1×200 кВт  | 1 + 3             | 130 км/год            | 160 км/год      | 450 км            | 3500 м          | ДКБ Камова      | 1956 рік     |
| Bell UH-1D  | 14,63 м                    | 17,4 м           | 4310 кг                 | 1×1045 кВт | 1 + 14            | 205 км/год            | 220 км/год      | 510 км            | 5910 м          | Bell Helicopter | 1956 рік     |
| Мі-2        | 14,50 м                    | 11,40 м          | 3659 кг                 | 2×298 кВт  | 1 + 8             | 194 км/год            | 210 км/год      | 580 км            | 4000 м          | ДКБ М. Л. Міля  | 1961 рік     |
| Bell 206B-3 | 10,16 м                    | 12,11            | 1451 кг                 | 1×310 кВт  | 1 + 4             | ~200 км/год           | 224 км/год      | 700 км            | 4115 м          | Bell Helicopter | 1963 рік     |

## Галерея

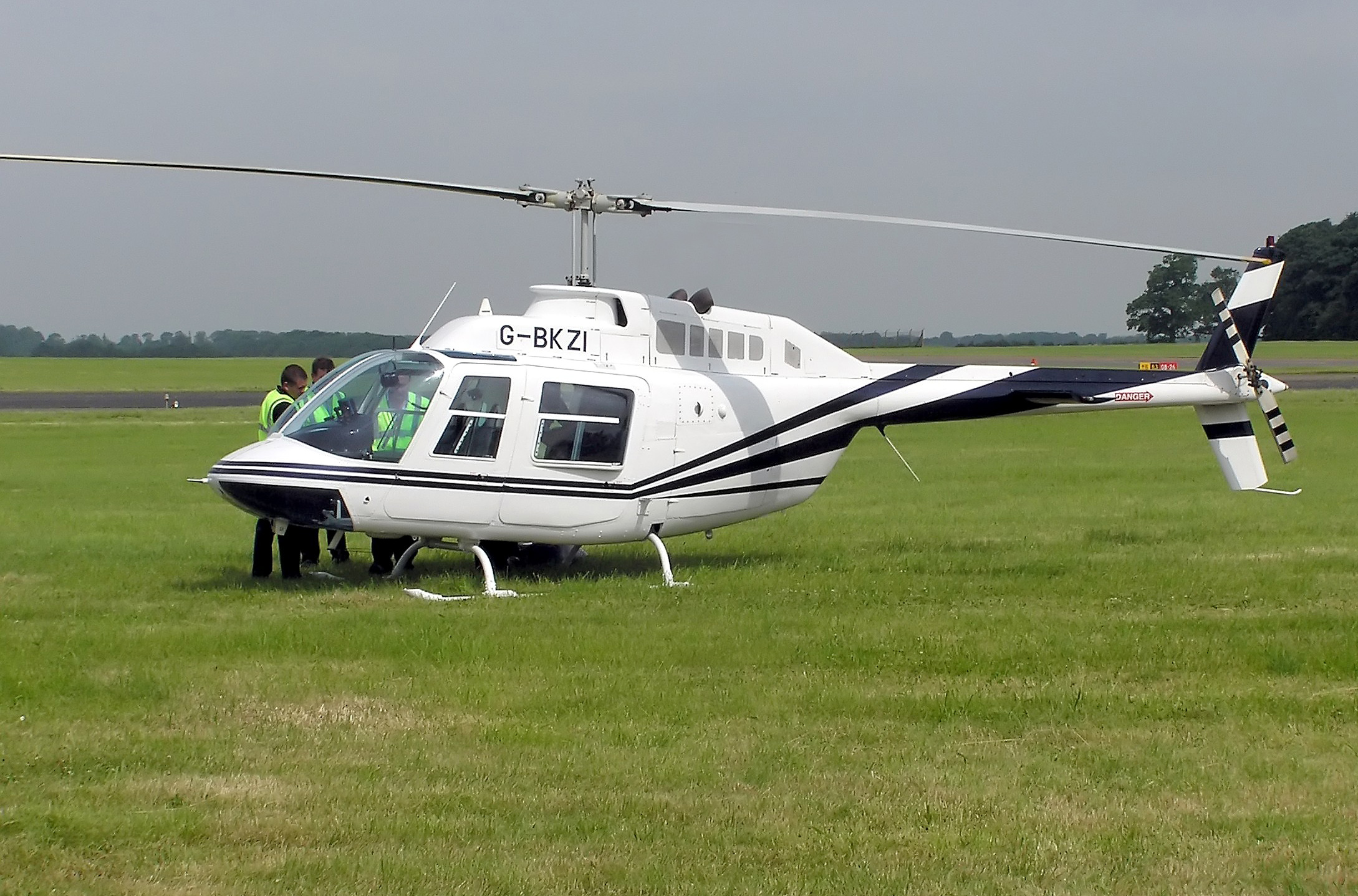
Bell 206A Jet Ranger
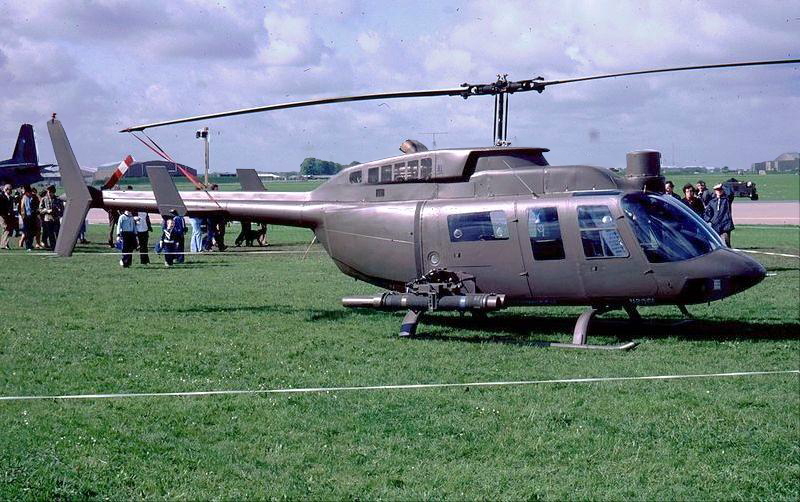
Bell 206L TexasRanger в 1981
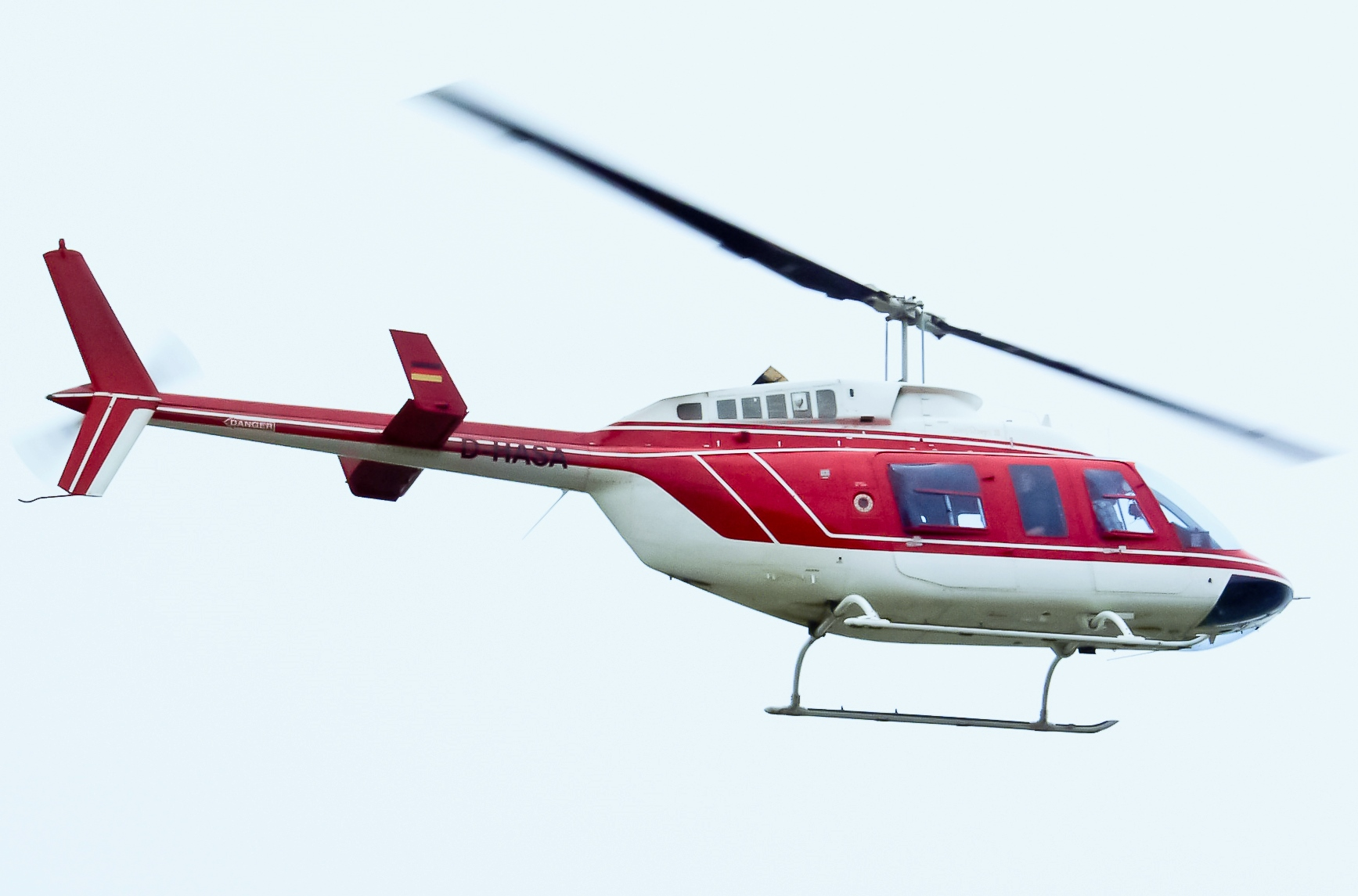
Bell 206L-3